# Clorotrifluoropropà
El clorotrifluoropropà (també conegut com 1-clor-3,3,3-trifluoropropà o R-253 ) és un hidroclorofluorocarboni amb la fórmula química C₃H₄F₃Cl. És un derivat volàtil del propà. Apareix com un líquid incolor, inodor i no inflamable.
El clorotrifluoropropà és molt tòxic i, en escalfar-se fins a la descomposició, emet gasos de clor i fluor, tots dos poden ser tòxics per als organismes vius a baixes concentracions. El clorotrifluoropropà no experimenta fàcilment una reacció amb aigua o aire.